# Karlheinz Klotz
Pour les articles homonymes, voir Klotz.
Karlheinz Klotz (né le 10 mars 1950 à Karlsruhe) est un athlète (ouest-)allemand spécialiste du 100 mètres. Licencié au TuS Neureut, il mesure 1,87 m pour 75 kg.

## Carrière

### Palmarès
| Date | Compétition           | Lieu   | Résultat | Performance |
| ---- | --------------------- | ------ | -------- | ----------- |
| 1972 | Jeux olympiques d'été | Munich | 3e       | 38 s 79     |

### Records
| Épreuve    | Performance | Lieu | Date |
| ---------- | ----------- | ---- | ---- |
| 100 mètres | 10 s 25     |      | 1971 |